# Glaphyrus panousei
Glaphyrus panousei es una especie de coleóptero de la familia Glaphyridae.

## Distribución geográfica
Habita en Argelia y Marruecos.